# Pol. San Giorgio a Cremano
ASD San Giorgio a Cremano (còn được gọi là 'San Giorgio Calcio', và 'San Giorgio 1926') là một câu lạc bộ bóng đá Ý, được thành lập vào năm 1926, và có trụ sở tại San Giorgio a Cremano, Campania. Đội chơi các trận đấu tại sân nhà  " Stadio Comunale Raffaele Paudice ", tại Via Sandriana, ở San Giorgio a Cremano và mặc một bộ đồ toàn màu maroon.